# Tore Lindseth
Tore Lindseth (11 agosto 1948 – 12 novembre 2013) è stato un allenatore di calcio e calciatore norvegese, di ruolo centrocampista.

## Carriera

### Club
Lindseth vestì la maglia del Rosenborg dal 1969 al 1978. Esordì il 27 aprile 1969, nella sfida contro il Sarpsborg. Con questa maglia, vinse due campionati (1969 e 1971) e una Norgesmesterskapet (sempre nel 1971, realizzando così il double).

## Palmarès

### Club

#### Competizioni nazionali
- Campionato norvegese: 2

Rosenborg: 1969, 1971
- Coppa di Norvegia: 1

Rosenborg: 1971